# Gnophos lusitana
Gnophos lusitana är en fjärilsart som beskrevs av Mendes 1909. Gnophos lusitana ingår i släktet Gnophos och familjen mätare. Inga underarter finns listade i Catalogue of Life.